# Janiewickie Bagno
Janiewickie Bagno este o arie protejată (sit de importanță comunitară — SCI) din Polonia întinsă pe o suprafață de 162,28 ha, integral pe uscat.

## Localizare
Centrul sitului Janiewickie Bagno este situat la coordonatele 54°15′48″N 16°43′29″E / 54.2632°N 16.7248°E.

## Înființare
Situl Janiewickie Bagno a fost declarat sit de importanță comunitară în aprilie 2004 pentru a proteja un număr necunoscut de specii din flora spontană și fauna sălbatică aflate în arealul zonei.

## Biodiversitate
Situată în ecoregiunea continentală, aria protejată conține 4 habitate naturale: Turbării active, Mlaștini oligotrofe degradate, capabile încă de regenerare naturală, Depresiuni pe substraturi de turbă de Rhynchosporion, Mlaștini împădurite.
La baza desemnării sitului se află un număr nedeclarat de specii protejate.